# نوسکی
نوسکی (به لاتین: Noski) یک روستا در لهستان است که در گمینا تسرانوو واقع شده‌است.